# Chữ Hungary cổ
Chữ Hungary cổ (tiếng Hungary: Székely-magyar rovás, 'székely-magyar runiform' hoặc rovásírás) là một hệ thống bảng chữ cái được dùng trong tiếng Hungary. Tiếng Hungary hiện đại được sử dụng dựa theo bảng chữ cái Hungary với gốc từ tiếng Latin. Thuật ngữ "cổ" để chỉ mức độ sử dụng ưu tiên hệ chữ cái này so với hệ chữ cái Latin. Hệ chữ Hungary cổ là một hệ thống con của bảng chữ cái Turk cổ.
Người Hungary đã định cư ở khu vực Carpathia vào năm 895. Sau khi thành lập Vương quốc Hungary Cơ đốc giáo, một phần hệ thống chữ viết cũ bị ép phải thay thế bằng bảng chữ Latin. Tuy nhiên, ở một số ngành nghề (ví dụ như người chăn cừu sử dụng từ "rovás-stick" để đánh dấu chính thức số lượng động vật) và ở Transylvania, hệ chữ cổ Hungary vẫn được dùng bởi Székely Magyars, đặt theo tiếng Hungary là (székely) rovásírás. Các chữ viết này cũng có thể xuất hiện ở các nhà thờ, chẳng hạn như nhà thờ ở thị xã Atid.
Tên tiếng Anh của tiểu hành tinh tiêu chuẩn ISO 15924 là tiếng Hungary cổ (tiếng Hungary Runic).

## Tên gọi
Trong tiếng Hungary hiện đại, hệ chữ có tên gọi chính thức là Székely rovásírás ('chữ Szekler'). Hệ thống chữ viết thường được biết tới là rovásírás, székely rovásírás và székely-magyar írás (hoặc đơn giản là rovás 'notch, score').

### Nguồn gốc

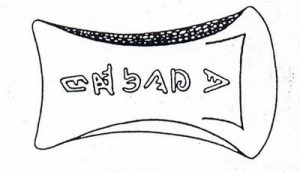
Hốc cắm rìu tìm thấy ở Campagna.

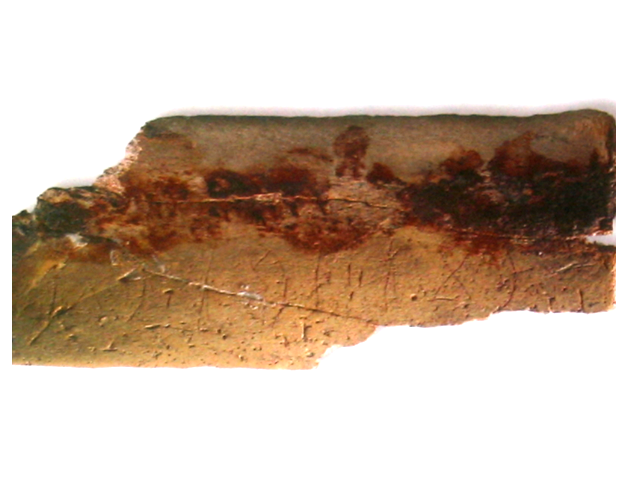
Các dòng chữ được tìm thấy ở Homokmégy-Halom từ thế kỉ 10.

## Thư viện ảnh

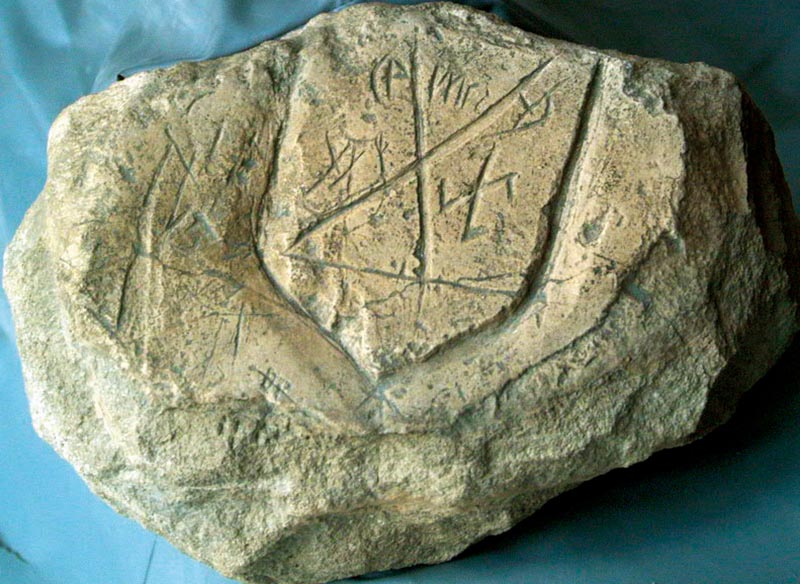
Mẫu khiên đá của Pécs ghi hệ chữ Hungary cổ (khoảng năm 1250 SCN), Hungary
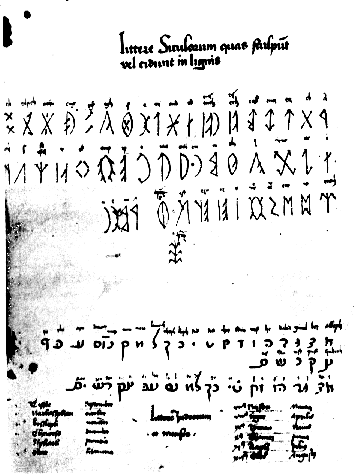
Bảng chữ cái Nikolsburg, 1483
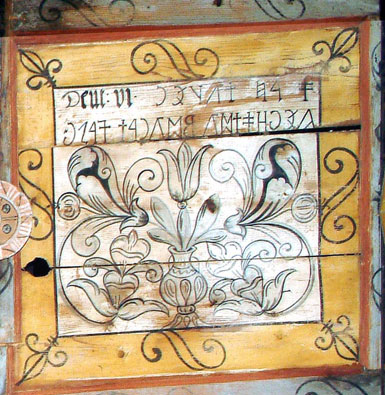
Bia khắc chữ ở nhà thờ Unitary của Énlaka (1668)

## Lịch sử hình thành